# Neuhaus (Gemeinde St. Jakob in Defereggen)
Neuhaus ist ein Einzelhof bzw. eine Einzelsiedlung der Fraktion Unterrotte in der Gemeinde St. Jakob in Defereggen im Defereggental (Osttirol).

## Geographie
Neuhaus liegt in Einzellage am sonnenseitigen Abhang des Weißen Beil rund 60 Meter über der Schwarzach. Nördlich befindet sich die Einzelsiedlung Ede, östlich und südlich das Dorf St. Jakob in Defereggen und östlich der Einzelhof Steingarten.
Neuhaus ist von der Defereggentalstraße erreichbar, wobei die Verbindungsstraße von dieser südlich von Unterleiten bzw. nördlich von Grünmoos abzweigt und nach Nordwesten über Jesach und Steingarten sowie zuletzt über einen unbefestigten Fahrweg nach Neuhaus führt. Neuhaus besteht lediglich aus einem Gebäude auf der gleichnamigen Hofstelle und hat die Adresse Unterrotte 27.

## Geschichte
Die Flur, in der Neuhaus liegt, heißt Sand und geht auf die Schwaige Sand zurück, die nach 1300 angelegt wurde. Zunächst rodete man ausgehend von den beiden Kröllschwaigen den Talboden und sicherte das gewonnene Neuland durch Verbauung des linken Ufers der Schwarzach. Auf Grund der sandigen Böden, die durch Ablagerungen der Schwarzach entstanden, erhielt das Neuland die Bezeichnung „Am Sand“. Zur Neugründung gehörte auch der Sandanger und der Erschpan.
Neuhaus wird von der Statistik Austria ab 1951 ausgewiesen. In diesem Jahr war der Einzelhof unbewohnt und auch in den folgenden Jahrzehnten wurde Neuhaus immer als unbewohntes Einzelgebäude gelistet.